# Tróitske (Svátove)
Tróitske (en ucraniano: Троїцьке; en ruso: Троицкое) es un pueblo ucraniano perteneciente al óblast de Lugansk. Situado en el noreste del país, forma parte del raión de Svátove y es centro del municipio (hromada) homónimo.
El pueblo se encuentra ocupado por Rusia desde marzo de 2022 en la invasión rusa de Ucrania, siendo administrado como parte de la de facto República Popular de Lugansk.

## Historia
Tróitske remonta su herencia a un asentamiento slobodá llamado Kalnivka (en ucraniano: Кальнівка), cuando cinco familias encabezadas por un campesino centenario Kalyna se reasentaron en estas tierras fuera del slobodá de Urazova en la gobernación de Vorónezh (Imperio ruso) en algún momento entre 1740 y 1750. Cerca se asentaron algunos gitanos que comerciaban con caballos y buscaban pastizales desocupados, donde apareció un jútor de nombre Tsihanivski.
En 1803 el príncipe Aleksander Golitsyn (propietarios de las tierras), propuso a los residentes de Kalnivka la libertad a cambio de un pago, pero no pudieron hacerlo en una sola vez se firmó un contrato a través de un banco estatal que obligaba a sus campesinos a aportar la suma establecida durante los próximos 40 años. En 1815, Kalnivka representaba 400 varones y con los jútores vecinos, incluido Tsyhanivka, 1.500. Desde entonces y hasta la década de 1870, Kalnivka se conocía oficialmente como slobodá de Novotróitske (en ucraniano: Новотроїцьке). 
Tróitske se convirtió en el centro del distrito en 1926 y se unió oficialmente a la RSS de Ucrania el 16 de octubre de 1925 (antes de eso era parte de la República Socialista Federativa Soviética de Rusia). Esto se debió a que estaba habitada principalmente por ucranianos.
La ciudad recibió el estatus de asentamiento de tipo urbano en 1957.
Hasta el 18 de julio de 2020, Tróitske fue el centro del raión de Tróitske. El raión se abolió en julio de 2020 como parte de la reforma administrativa de Ucrania, que redujo el número de rayones del óblast de Lugansk a ocho. El área del raión de Tróitske se fusionó con el raión de Svátove.En 2023, Tróitske perdió el estatus de asentamiento de tipo urbano en la legislación ucraniana debido a la eliminación de este estatus administrativo.
Tras la invasión rusa de Ucrania, Tróitske se encuentra ocupada por Rusia desde el 5 de mayo de 2022.

## Demografía
La evolución de la población de Tróitske entre 1939 y 2022 fue la siguiente:
| 3724                                                          | 5348 | 7112 | 7492 | 8326 | 8488 | 7503 | 7704 | 7386 | 7144 |
| (Fuente: Cities & Towns of Ukraine y UKRAINE: Größere Städte) |      |      |      |      |      |      |      |      |      |

Según el censo de 2001, la lengua materna de la mayoría de los habitantes, el 72,36%, es el ucraniano y el 27,51%, el ruso.

## Personas destacadas
- Pavlo Aedonitski (1922-2003): compositor soviético ruso, artista del Pueblo de la RSFSR (1984).
- Bohdan Yermakov (1985): artista y poeta ucraniano, conocido principalmente por sus paisajes rurales realistas.

## Galería

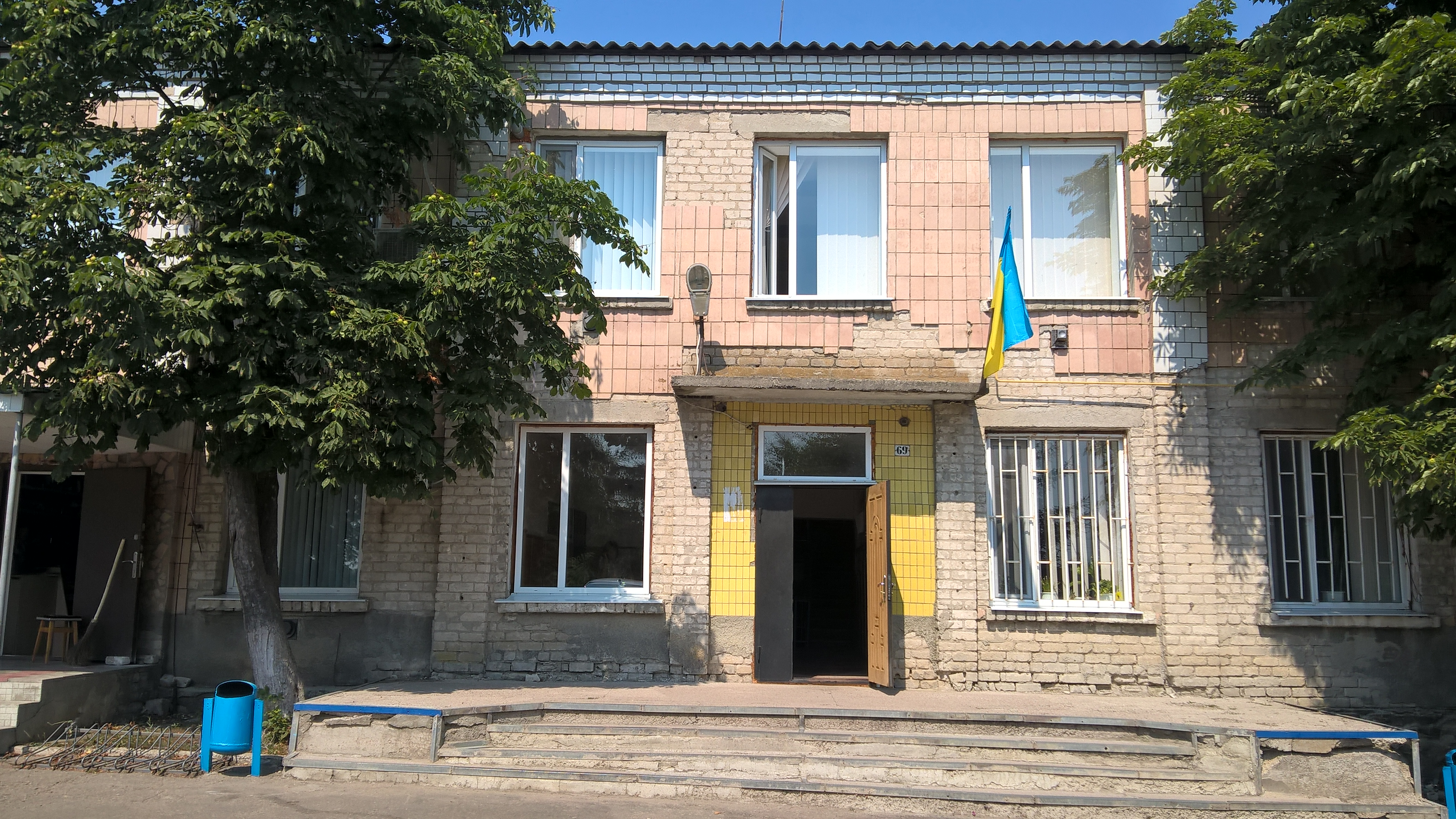
Ayuntamiento local
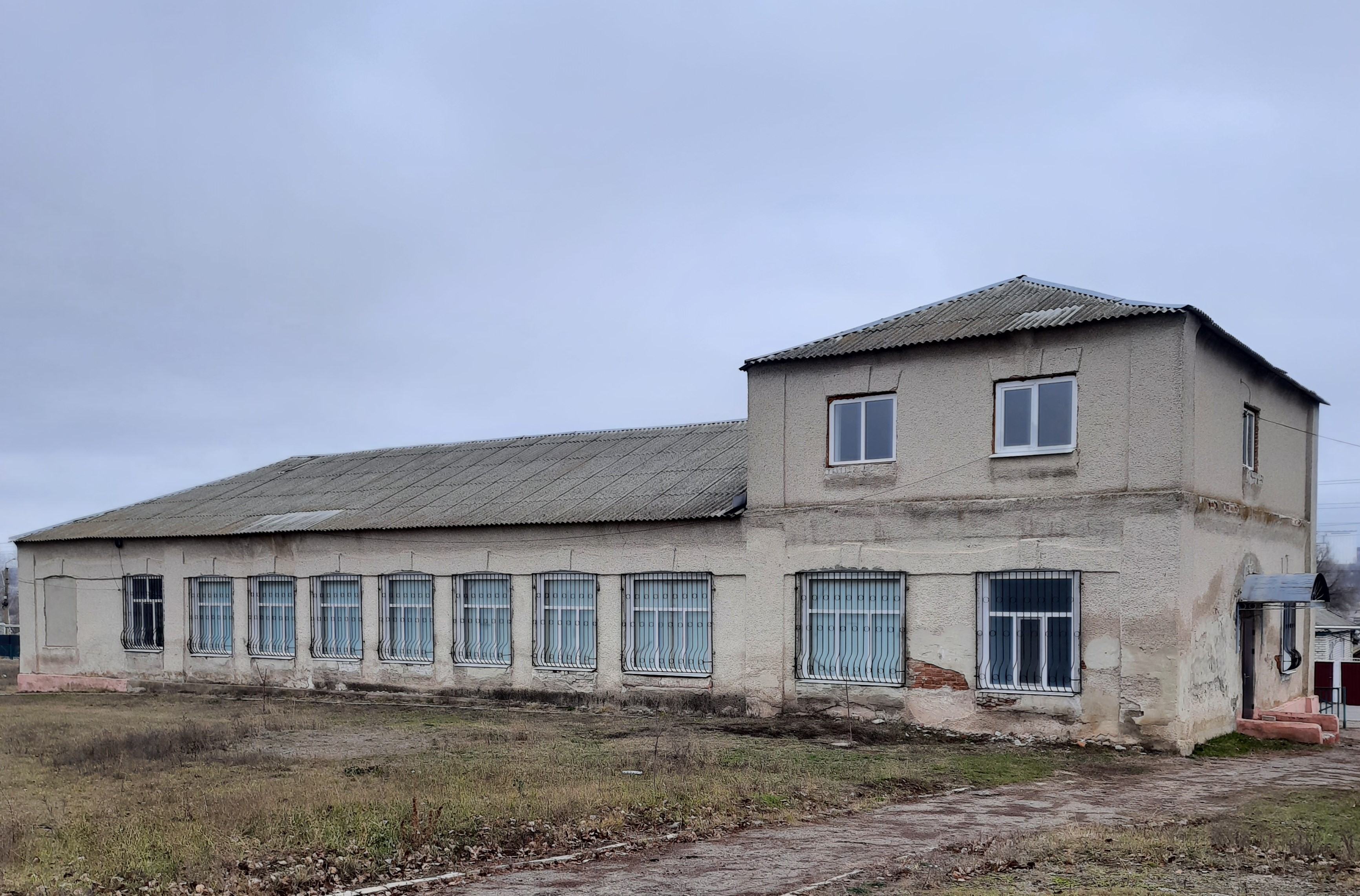
Edificio
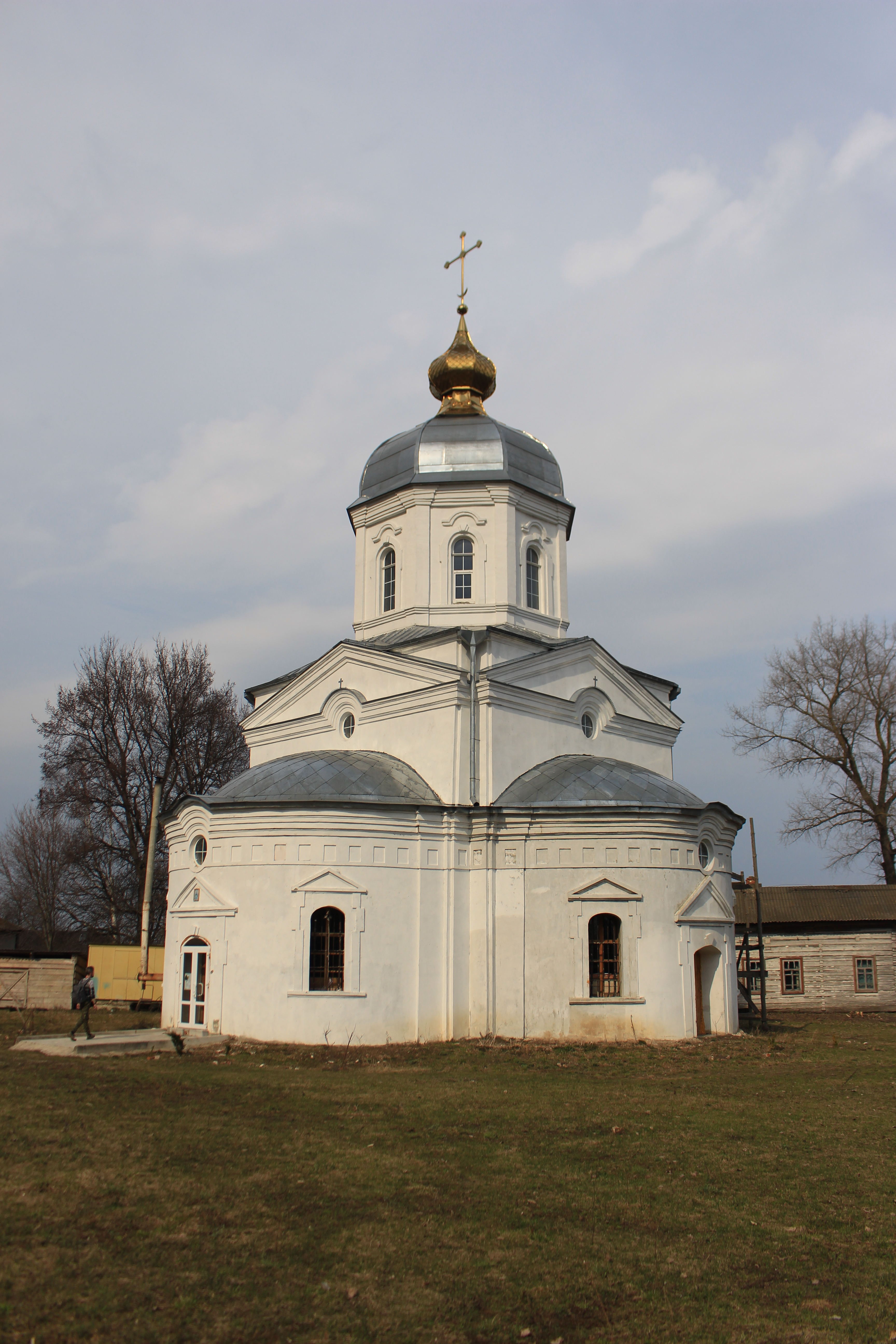
Iglesia de Tróitske